# Форт Лон (Јужна Каролина)
Форт Лон (енгл. Fort Lawn) град је у америчкој савезној држави Јужна Каролина.

## Демографија
По попису из 2010. године број становника је 895, што је 31 (3,6%) становника више него 2000. године.
| Група             | 2000.       | 2010.       |
| Белци             | 574 (66,4%) | 513 (57,3%) |
| Афроамериканци    | 263 (30,4%) | 344 (38,4%) |
| Азијати           | 2 (0,2%)    | 4 (0,4%)    |
| Хиспаноамериканци | 12 (1,4%)   | 9 (1,0%)    |
| Укупно            | 864         | 895         |